# طاطا نام طاطا قام (فلم)
طاطا نام طاطا قام فيلم مصري من إنتاج عام 2007.

## بطولة
- شريف نجم (نجل الفنان المصرى محمد نجم)
- عمرو عبد الجليل
- شعبان عبد الرحيم
- إيناس النجار
- بوسي سمير
- عايدة رياض
- ميمي جمال
- مظهر أبو النجا
- يوسف داود
- عبد الله مشرف
- رحاب الجمل
- فاروق نجيب
- محمد خيري
- منة جلال
- صبري عبد المنعم
- محمد أحمد ماهر
- حمدي السخاوي

## المنتج
- محمد نجم

## عن المنتج
هو الفيلم الوحيد الذي أنتجه الفنان محمد نجم

## قصة الفيلم
تدور أحداث الفيلم عن طاطا الذي ينام و دائماً يحلم أثناء نومه و يفاجئ عند أستيقاظة بأن أحلامه تتحقق بالفعل و يخشى من أن ينام كى لا يحلم مرة أخرى بكوارث و تتحقق!!!

## روابط خارجية
- مقالات تستعمل روابط فنية بلا صلة مع ويكي بيانات